# 湯けむり仲居純情日記
『湯けむり仲居純情日記』（ゆけむりなかいじゅんじょうにっき）は、1993年から1997年までTBS系「月曜ドラマスペシャル」で放送されたテレビドラマシリーズ。全7回。主演は小川真由美。

## キャスト
飛鳥富士子
演 - 小川真由美
仲居。新橋の元芸者。
- 富士子の勤務先
  - 第1作 - 静岡・伊豆長岡温泉のホテル
  - 第2作 - 栃木・那須塩原温泉のホテル
  - 第3作 - 静岡・熱海温泉のホテル
  - 第4作 - 宮城・秋保温泉のホテル
  - 第5作 - 群馬・伊香保温泉の旅館
  - 第6作 - 鳥取・皆生温泉の旅館
  - 第7作 - 新潟・月岡温泉のホテル

### ゲスト
第1作『伊豆湯の町に謎の美人仲居あでやかに登場 その秘密の過去とは』（1993年）
- 柴俊夫、二宮さよ子、中丸忠雄、可愛かずみ、穂積隆信、伊佐山ひろ子、和田幾子、城月美穂、小出由華、田中忍、立原ちえみ、松本南美、飯嶋知晴、田島貴美子、山本恭子、清水ひとみ、立原慶子、松島勝朗、高品剛、田嶋基吉、車邦秀、山崎優子、河合隆司、松本公成、松岡祥子、太田沙也加、久保晴輝、今井慶子、荒船麻子、木村隼人、坂本朋子、池田龍司

第2作（1993年）
- 根本寿子 - 乙羽信子
- 根本俊介 - 布施明
- 柏木ミキ - カルーセル麻紀
- 津山京子 - 藤田美保子
- 石井伸江 - 絵沢萌子
- 谷すみえ - 小林千絵
- 北村麻子 - 古畑京子
- 吉川香 - 藤野ゆき
- 井上純子 - 和田有加
- 西野雅美 - 荒井晶子
- 小野田絵里 - 伊東佐知子
- 根本ゆかり - 増岡優
- 根本則子 - 東千晃
- 信実一徳、吾羽七郎、大原ますみ、保積ぺぺ、名和宏、小島三児、真山典子

第3作『えっプロポーズ!? 富士子さん今宵は熱海で大暴れ・ヤクザが怖くて恋ができるか』（1994年）
- 池田敏江 - あき竹城
- 久保英治 - 田村亮
- 松子 - ダンプ松本
- 東美沙 - 久我陽子
- 菊地雅子 - 山本ゆか里
- 沢井加代子 - 風間みつき
- 野村清美 - 進藤七枝
- 津山理香 - 小沼由美
- 堀愛子 - 咲田めぐみ
- 須永杏子 - 真下琴絵
- 女将 - 衣通真由美
- 進藤幸、富川徹夫、金沢喜久子、久富惟晴、ドミニク・デロージュ、相原ひろし、神崎智考、砂塚秀夫、藤江利加、木原みずえ、渡祐志、久遠利三、笠原清美、斉藤康昭、久瀬新子、杉伸彩、川口丈文、酒井佳子、菊地寿幸、井殿雅和、二橋進、大藤直樹、関誉枝恵、佐藤衣里香

第4作（1994年）
- 本荘喜一 - 岡田眞澄
- 風間銀二 - 山下真司
- 三国収蔵 - 川地民夫
- 倉石晋吾 - 片桐竜次
- 小暮絹代 - 阿井美千子
- 三国藍子 - 野田善子
- 倉石拓也 - 堤庸行
- 吉岡妙子 - 正司花江
- 米沢友香理 - 片桐はいり
- 早苗 - 坂本万里子
- オスマン・サンコン、遠川明子、井上高志、石井光三、佐々木勝彦、阪上和子、小山田詩乃、水野なつみ、笠井一彦、菊池麻希、早川優美、浅野桃里、明日香ゆみ、雨宮さくら、松本紘明、山崎孝文、三木一勲

第5作（1995年）
- 千代 - 市田ひろみ
- 浜野日出男 - 坂上忍
- 浅岡三枝子 - 唐沢潤
- ユウジ - 荘田優志
- ミホ - 石井海帆
- ヒョウタ - 松崎俵太
- 山口直治 - 左右田一平
- 花岡謙三 - 渡辺哲
- 泰江 - 松本留美
- 松崎保夫 - 風間杜夫
- コント山口君と竹田君、山本奈々、橘雪子、木瓜みらい、岩城茉里、仁科ふき、江戸家まねき猫、八代郷子、三角八朗、本城丸裕、アゴ勇、西尾悦子、三田村賢二、真山章志、皆川衆、成田克彦、宮下学、町田真一、上楽敦子、阿部未来、天野聖子、金熙淑、中本亜世、高市好行、遠藤晃生、向井恭介、松本幸三、野口寛、坂田雅彦、西田良、森章二

第6作『鳥取皆生温泉の旅館にお家騒動!』（1996年）
- 若林祐二 - 宍戸開
- 佐川由美 - 渋谷琴乃
- 松井加代 - 石井トミコ
- 佐川きよ - 丹阿弥谷津子
- 山崎洋子 - MAH
- 旅館組合長 - 仙波和之
- 会長 - 麿赤児
- 松崎 - 長谷川哲夫
- 若林祐太郎 - 左右田一平
- 若林京子 - 赤座美代子
- 立花良三 - 草刈正雄
- 大林丈史、高橋ひろ子、上楽敦子、津田真澄、中上ちか、白川ゆり、岩城茉里、渕野陽子、杉浦悦子、松乃薫、小笠原一葉、木下通博、小谷浩三、河野優、浅間弘之、越村公一、本城丸裕、橘雪子、水野あや、西田良

第7作（1997年）
- 磯田頼子 - 山口果林
- 兵頭千秋 - MAH
- 磯田美香 - 山本奈々
- 松平兵介 - 土屋良太
- 野沢 - 石濱朗
- 渡辺秋江 - 田根楽子
- 敏子 - 樋田慶子
- しのぶ - 松乃薫
- 晴美 - 渕野陽子
- 沙知子 - 岩城茉里
- なみ江 - 小野綾子
- 芦原新吉 - 片桐竜次
- 野沢房代 - 三條美紀
- 平沼 - 大杉漣
- 白崎 - 本城丸裕
- 片岡 - 木村安城
- 今井 - 横江剛
- 田中角平 - 三浦洋一
- 渡辺哲、島田洋八、西田良、唐沢民賢、朝倉あゆみ、中根徹、石川容代、越村公一、柴田茉菜、大塚露那、郷津絵理香、神田真里菜、正司歌江

## スタッフ
- 脚本 - 畑嶺明、押川國秋、中岡京平、中村努、重森孝子、塙五郎
- 演出・監督 - 土屋統吾郎、井上昭、加藤彰、中村金太
- プロデューサー - 新野悟、内野建、樋口祐三、成合由香、本間謙二、池永安秀、高田卓哉、寄田勝也
- 制作 - TBS、スタープロジェクト

## 放送日程
| 話数 | 放送日        | サブタイトル                                                              | 脚本            | 演出・監督 |
| ---- | ------------- | ------------------------------------------------------------------------- | --------------- | ---------- |
| 1    | 1993年3月8日  | 伊豆湯の町に謎の美人仲居あでやかに登場 その秘密の過去とは                 | 畑嶺明          | 土屋統吾郎 |
| 2    | 1993年11月1日 |                                                                           | 畑嶺明          | 土屋統吾郎 |
| 3    | 1994年4月18日 | えっプロポーズ!? 富士子さん今宵は熱海で大暴れ・ヤクザが怖くて恋ができるか | 畑嶺明 押川國秋 | 土屋統吾郎 |
| 4    | 1994年12月5日 |                                                                           | 中岡京平        | 土屋統吾郎 |
| 5    | 1995年9月18日 |                                                                           | 中村努          | 井上昭     |
| 6    | 1996年9月16日 | 鳥取皆生温泉の旅館にお家騒動!                                             | 重森孝子        | 加藤彰     |
| 7    | 1997年1月13日 |                                                                           | 塙五郎          | 中村金太   |

## 舞台化
1997年9月1日から9月26日に、新橋演舞場にて舞台化された。
キャスト
- 小川真由美
- 浅利香津代
- 中原早苗
- 白木万理
- 大島蓉子
- 長内美那子
- 江藤潤
- 二瓶鮫一
- 不破万作
- 中村方隆
- 大森博
- 内田紳一郎
- 大月秀幸
- 小西康久
- 山本直樹
- 麻生絵里子
- 千うらら
- 中原三千代
- 中島ゆたか
- 朝麻陽子
- 田辺佳子

スタッフ
- 作・演出 - アーリン
- 演出 - 綾田俊樹
- 美術 - 島川とおる
- 証明 - 室伏生大